# 帕古達
帕古達（法語：Pagouda），是多哥的城鎮，位於該國中北部，由卡拉區負責管轄，是比納省的首府，面積52平方公里，海拔高度285米，2022年人口7,450人。